# Cerastium ballsii
Cerastium ballsii är en nejlikväxtart som beskrevs av René Charles Maire. Cerastium ballsii ingår i släktet arvar, och familjen nejlikväxter. Inga underarter finns listade i Catalogue of Life.